# José Manuel da Conceição
José Manuel da Conceição (São Paulo, 11 de março de 1822 – Vale do Paraíba, 25 de dezembro de 1873) foi um ex-sacerdote católico-romano que ingressou na Igreja Presbiteriana do Brasil e tornou-se o primeiro pastor evangélico brasileiro.

## Biografia
A data da sua ordenação, 17 de dezembro de 1865, é o Dia do Pastor Presbiteriano; suas viagens evangelísticas foram a sementeira de muitas igrejas.
Primeiro brasileiro ordenado ao ministério evangélico, José Manuel da Conceição era sacerdote católico romano que adquiriu tendências protestantes, pela Leitura da Bíblia Sagrada incentivado pelo contato com protestantes residentes no Brasil. Foi convertido à fé reformada pela influência dos primeiros missionários do presbiterianismo do Brasil: em viagem missionária um missionário presbiteriano estadunidense, Alexander Latimer Blackford, chegando à região de Brotas, SP, e apresentando-se como 'protestante', ouviu falar que morava em uma propriedade próxima à cidade um 'padre protestante', e evangelizou-o. Não teve uma igreja fixa. Dedicou-se ao trabalho de evangelista itinerante no interior da então província de São Paulo, visitando suas antigas paróquias, onde o zelo pelo ensino da Bíblia lhe rendeu o apelido citado. Conceição encontrou nesses lugares o ambiente preparado para a formação de comunidades evangélicas. Exerceu seu ministério junto ao povo.
José Manuel da Conceição foi excomungado pela Igreja Católica Apostólica Romana. Escreveu um libelo público respondendo à sentença de excomunhão. Para Conceição, a dinâmica da mensagem cristã não se esgotava na salvação do indivíduo, mas atuava também, como ele mesmo afirmou, para o "bem-estar do meu país e a moralização da sociedade, cuja felicidade somente o Evangelho pode garantir."
Foi bastante perseguido em suas peregrinações, não poucas vezes sendo alvo de agressões físicas. Faleceu na região do Vale do Paraíba devido a ferimentos sofridos.
Em sua memória, aos 11 de fevereiro de 1980 fora fundado o Seminário Teológico Presbiteriano Reverendo José Manoel da Conceição - JMC.